# OEmbed
oEmbed é um formato aberto projetado para possibilitar embutir conteúdo de um sítio web em outra página.
Uma troca oEmbed ocorre entre um consumidor e um provedor. Um consumidor que deseje mostrar uma representação embutida de um recurso de terceiro em seu próprio sítio web, como uma foto ou um vídeo embutido. Um provedor implementa a API oEmbed para permitir que consumidores busquem esta representação.
A versão 1.0 estreou em 21 de março de 2008, suportando os seguintes tipos de conteúdo: foto, vídeo, link e texto formatado.

## Provedores oEmbed
- Omnilexica
- edocr
- Vimeo
- YouTube
- EmbedArticles
- iSnare
- Instela
- JS Bin
- Box Office Buz
- WordPress (4.4+)[2]

## Clientes oEmbed
Os seguintes softwares são capazes de embutir sítios que suportam oEmbed:
- TYPO3 por meio do mediaoembed extension.
- WordPress[3]
- Brightspot CMS
- Wagtail CMS